# Рапалльський договір (1920)

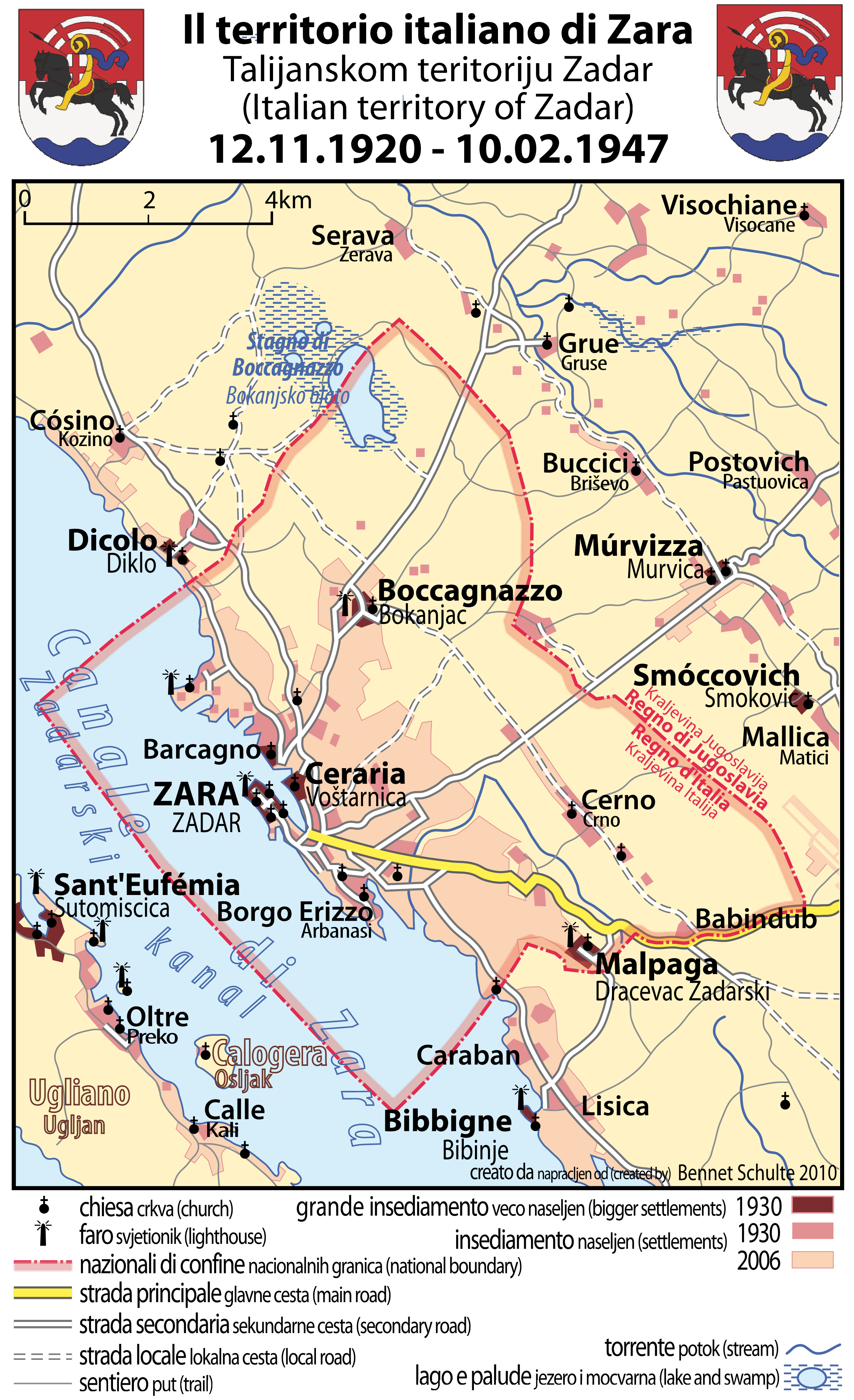
Карта італійських територій в районі Зари в 1920-47

Рапальський договір (1920) (італ. Trattato di Rapallo) — договір між Королівством Італія та Королівством сербів, хорватів і словенців, укладений для врегулювання територіальних суперечок на північному узбережжі Адріатичного моря, у Далмації та Венеції-Джулії.
Напруженість у відносинах між Італією та Королівством СХС виникла після Першої світової війни, коли Австро-Угорщина розпалася, і Італія претендувала на території, що призначалися їй згідно з таємною Лондонською угодою 1915. Відповідно до угоди, підписаної в Лондоні 26 квітня 1915 року Королівством Італія та Антантою, у разі перемоги в Першої світової війни, Італія мала отримати декілька територіальних надбань, включаючи колишнє Австрійське Примор'я, Північну Далмацію і, зокрема, Задар (італ. Zara), Шибеник (італ. Sebenico) та більшість островів біля далматинського узбережжя (крім Крка та Раба). 
На цих територіях проживало етнічно змішане населення: словенці і хорвати становили більше половини населення регіону. Таким чином, договір був анульований Версальським договором під тиском президента Вудро Вільсона, в результаті чого італійські претензії на Північну Далмацію були анульовані. Метою Рапальского договору було знайти компроміс після порожнечі, що виникла в результаті незастосування Лондонського договору 1915 року. 
12 листопада 1920 Італія та Королівство СХС уклали в Рапалло договір для вирішення цього питання. 
Згідно з умовами договору Італія відмовлялася від претензій на Далмацію. Кордон між обома державами був встановлений по вододілу річок Соча та Сава. До Італії відійшли від Австро-Угорщини, що розпалася, майже вся Істрія з Трієстом та Пулою, Опатія, смуга узбережжя для зв'язку з Рієкою (Фіуме) та ін, а також острови Црес, Лошинь, Ластово і Палагружа біля далматинського узбережжя і порт Зара (Задар). Рієка (Фіуме) з округом та частиною прилеглої території визнавалася обома сторонами незалежною державою. 
Внаслідок договору до Італії відійшли території, на 70 % населені слов'янами. 
За Паризьким мирним договором 1947, укладеним з Італією державами-переможцями у Другій світовій війні, ці території (за винятком Трієста, який з невеликим округом був виділений в так звану Вільну територію Трієст) були передані Югославії.